# يوحنا القس
اسمه يوحنا بن يوسف بن الحارث بن البطريق. وكان فاضلًا ومن كبار علماء الهندسة، وممن كان يقرأ عليه كتاب إقليدس وغيره من كتب الهندسة، وكان من المترجمين عن اليونانية. وله من التآليف كتاب اختصار جدولين في الهندسة، ومقالة في البرهان «على أنه متى وقع خط مستقيم على خطين مستقيمين موضوعين في مسطّح واحد، سيّر الزاويتين الداخلتين اللتين في جهة واحدة أنقص من زاويتين قائمتين». ذكره القفطي وابن النديم.